# Melanochromis parallelus
Melanochromis parallelus är en fiskart som beskrevs av Burgess och Axelrod, 1976. Melanochromis parallelus ingår i släktet Melanochromis och familjen Cichlidae. IUCN kategoriserar arten globalt som livskraftig. Inga underarter finns listade i Catalogue of Life.